# Manila
Manila (svensk stavning även Manilla)
är Filippinernas huvudstad. Staden ligger på ön Luzons västra kust och har 1 660 714 invånare (2007) på en yta av 39 km². När man pratar om Manilas storstadsområde brukar man mena huvudstadsregionen Metro Manila som har 11 553 427 invånare (2007) på en yta av 636 km². Där ingår utöver Manila ett antal större städer såsom Quezon City, Kalookan City och Pasig. Denna definition av storstadsområdet börjar dock bli inaktuell, eftersom området börjar breda ut sig långt in i omgivande provinser. Runt Manila sträcker sig ett sammanhängande band av urbana barangayer in i de fem provinserna Bulacan, Cavite, Laguna, Pampanga och Rizal, och tillsammans med Metro Manila hade denna region cirka 24 miljoner invånare vid folkräkningen 2007. Namnet Manila är en förvrängning av Maynilad, som betyder det finns mangrove.

## Historia
Malajerna grundade staden Selurong där Manila är beläget idag. Det var ett malajiskt område innan malajerna fick kontakt med kinesiska Mingdynastin som införde handelskopplingar med staden. Senare under 1500-talet kom spanska guvernören Miguel López de Legazpi och erövrade staden. Manila var huvudstad i den spanska kolonin Filippinerna, från 1565 till 1898. I sjuårskriget mellan Frankrike och Storbritannien valde Spanien att stödja Frankrike. Det ledde emellertid till att Manila ockuperades av Storbritannien. 1898 ockuperade USA staden i och med spansk-amerikanska kriget, och behöll den ända fram till 1946. 1935 började självständigheten byggas upp. Japan ockuperade staden under andra världskriget och under kriget förstördes staden nästan helt. Mellan åren 1972 och 1981 rådde det krigslagar i staden, liksom i resten av Filippinerna. Metro Manila bildades 1976, då ett flertal städer slogs ihops av president Ferdinand Marcos.
Ett kungligt svenskt konsulat etablerades i Manila på slutet av 1840-talet och är idag (2023) återigen en ambassad. Ambassaden stängdes under Reinfeldt-regeringen, men återöppnades av Löfvenadministrationen.

## Geografi
Manila är belägen vid Manilabukten som utgör en naturhamn. Floden Pasig rinner ut vid Manila.

### Administrativ indelning
Manila är indelad i 16 distrikt. De är vidare indelade i mindre barangayer som har sin egen ordförande och rådgivare.
Manila administreras av en borgmästare. Den nuvarande borgmästaren är Joseph Estrada, som tillträde 2013, och omvaldes 2016. Borgmästarens mandatperiod är tre år, och en borgmästare kan sitta tre mandatperioder i rad.

## Klimat
|                                            | Jan | Feb | Mar | Apr | Maj | Jun | Jul | Aug | Sep | Okt | Nov | Dec |
| ------------------------------------------ | --- | --- | --- | --- | --- | --- | --- | --- | --- | --- | --- | --- |
| Normaldygnets maximitemperaturs medelvärde | 30  | 31  | 32  | 33  | 33  | 32  | 31  | 30  | 31  | 30  | 30  | 30  |
| Normaldygnets minimitemperaturs medelvärde | 21  | 22  | 22  | 24  | 25  | 25  | 24  | 23  | 23  | 23  | 23  | 22  |
|                                            |     |     |     |     |     |     |     |     |     |     |     |     |
| Nederbörd                                  | 20  | 10  | 15  | 30  | 122 | 257 | 401 | 363 | 340 | 195 | 134 | 65  |

| Diagram | temperaturer i °C • månadsnederbörd i mm | temperaturer i °C • månadsnederbörd i mm | temperaturer i °C • månadsnederbörd i mm | temperaturer i °C • månadsnederbörd i mm | temperaturer i °C • månadsnederbörd i mm | temperaturer i °C • månadsnederbörd i mm | temperaturer i °C • månadsnederbörd i mm | temperaturer i °C • månadsnederbörd i mm | temperaturer i °C • månadsnederbörd i mm | temperaturer i °C • månadsnederbörd i mm | temperaturer i °C • månadsnederbörd i mm | temperaturer i °C • månadsnederbörd i mm |
|         | 20 30 21                                 | 10 31 22                                 | 15 32 22                                 | 30 33 24                                 | 122 33 25                                | 257 32 25                                | 401 31 24                                | 363 30 23                                | 340 31 23                                | 195 30 23                                | 134 30 23                                | 65 30 22                                 |

## Ekonomi
I Manila finns Filippinernas största hamn. Det finns en del tillverkningsindustrinäringar också. Mat, tobak och kläder kan märkas bland näringarna. Turismen i staden är också stor och intäktsdrivande. Varje år besöks staden av över en miljon turister. Varje distrikt i hamnområdet brukar ha en egen marknad.

## Demografi
Manila är en av de mest tätbefolkade storstäderna i världen. Det största språket är tagalog. Engelska används främst inom undervisning och affär. En del äldre brukar också kunna tala spanska. Affärsmännen i staden är ofta av kinesisk härkomst.

## Kommunikationer
Den största flygplatsen är Ninoy Aquinos internationella flygplats. Den är belägen åtta kilometer söder om staden. Den består av 4 terminaler. T1 och T2 används för utrikestrafik. T3 (den nyaste, öppnad 2008) används för både inrikes och utrikesflyg. T4 är en terminal utan bryggor och används för inrikes eller charterflyg. På grund av de utspridda terminalerna anses NAIA vara en besvärlig transferflygplats och de stora passagerarströmmarna (39 miljoner 2017) kräver att man är ute i god tid.  En ny flygplats nordväst om Manila hoppas kunna förbättra situationen. Den före detta amerikanska flygbasen Clark Airfield som stängdes i samband med vulkanen Pinatubos utbrott är tänkt att ta över huvuddelen av NAIA:s trafik. Den ska gå under namnet Clark International Airport eller under det mer formella namnet Diodados Macapagal Airport. Enligt en huvudplan ska Clark ha kapacitet för 80 miljoner passagerare år 2025, vilket skulle göra flygplatsen till en av de absolut största både i Asien och världen.

## Vänorter
- Montréal, Québec, Kanada[8]
- Winnipeg, Manitoba, Kanada[9]
- Peking, Kina
- Shanghai, Kina
- Cartagena, Colombia
- New Delhi, Indien
- Haifa, Israel
- Osaka, Japan
- Yokohama, Japan
- Madrid, Spanien
- Moskva, Ryssland
- Taipei, Taiwan[10]
- Bangkok, Thailand
- Santa Barbara, Kalifornien, USA[11]
- Sacramento, Kalifornien, USA
- San Francisco, Kalifornien, USA
- Maui County, Hawaii, USA